# Цитарины
Цитарины (лат. Citharinus) — род пресноводных лучепёрых рыб из семейства цитариновых отряда хараксообразных. Распространены в Африке. Имеют важное промысловое значение.

## Описание
Тело высокое, лирообразной формы, сжато с боков, покрыто циклоидной чешуёй. Чешуя относительно мелкая, в боковой линии более 60 чешуй, между боковой линией и брюшными плавниками более 12 рядов. Верхнечелюстная кость редуцирована, на ней отсутствуют зубы. В спинном плавнике 17—23 мягких ветвистых лучей. В анальном плавнике 23—31 мягких лучей. Грудные плавники короткие, их длина составляет половину от длины головы. Брюшные плавники длиннее грудных, с многочисленными лучами. Имеется жировой плавник. Хвостовой плавник раздвоенный. Основные видовые отличительные признаки: количество чешуй в боковой линии, расстояние между жировым и спинным плавниками, количество лучей в анальном плавнике. Максимальная стандартная длина тела 84 см у Citharinus latus.

## Классификация
В составе рода выделяют шесть видов:
- Citharinus citharus (Geoffroy Saint-Hilaire, 1809) —  Обыкновенная цитарина
- Citharinus congicus Boulenger, 1897
- Citharinus distichodoides Pellegrin, 1919
- Citharinus eburneensis Daget, 1962
- Citharinus gibbosus Boulenger, 1899
- Citharinus latus Müller & Troschel, 1845
- Citharinus macrolepis Boulenger, 1899